# 9th Empyrean
9th Empyrean — второй студийный альбом тайваньской блэк-метал-группы Chthonic, выпущенный 8 мая 2000 года на лейбле Crystal. Первоначально альбом был доступен только на Тайване, пока не был переиздан Nightfall Records в английской версии в 2002 году.
Это единственный альбом Chthonic, для которого при первом выпуске были сделаны две разные обложки.

## Отзывы критиков
| Оценки критиков     | Оценки критиков |
| Источник            | Оценка          |
| ------------------- | --------------- |
| Chronicles of Chaos | [ 3 ]           |

Аарон МакКей из Chronicles of Chaos оценил альбом в 7 баллов из 10 и сказал, что Chthonic создали сплав блэк-метала и атмосферных мелодий, который «прокладывает свой собственный путь, как поток остывающей лавы». «Группа предлагает восемь треков с тяжёлыми клавишными и сильными, но приглушёнными гитарами на высоту, ограниченную только воображением».

## Список композиций

### Китайская версия
| №  | Название          | Длительность |
| -- | ----------------- | ------------ |
| 1. | «海息 慢板»       | 2:45         |
| 2. | «第一節 序»       | 1:39         |
| 3. | «第二節 幽游冥河» | 6:58         |
| 4. | «第三節 支那之喚» | 6:02         |
| 5. | «第四節 匯神»     | 1:43         |
| 6. | «第五節 侵»       | 7:46         |
| 7. | «第六節 玄蒼»     | 2:10         |
| 8. | «第七節 永固邦稷» | 9:15         |

### Английская версия (2002)
| №  | Название                                                           | Длительность |
| -- | ------------------------------------------------------------------ | ------------ |
| 1. | «Breath of Ocean»                                                  | 2:45         |
| 2. | «Mother Isle Disintegrated. Aboriginal Gods Enthroned (Chapter 2)» | 1:39         |
| 3. | «Floated Unconsciously In the Acheron»                             | 6:58         |
| 4. | «Summon of China»                                                  | 6:02         |
| 5. | «Gods Souls Gathered»                                              | 1:43         |
| 6. | «Invasion»                                                         | 7:46         |
| 7. | «Upon the Empyrean»                                                | 2:10         |
| 8. | «Guard the Isle Eternally»                                         | 9:06         |

## Участники записи
- Фредди Лим — вокал, эрху
- Jesse Liu — гитара, бэк-вокал
- Doris Yeh — бас-гитара, бэк-вокал
- Ambrosia — клавишные
- A-Jay — ударные